# Guillermo Gómez Llorente
Guillermo Gómez Llorente (Ciudad de México, México; 24 de enero de 1963) es un exfutbolista mexicano, jugaba en la posición de mediocampista.

## Trayectoria
Inició su carrera con el Club Santos Laguna en 1988. Con los "Guerreros" disputó la final de la temporada 1993-94 en contra de Tecos UAG, quienes resultaron campeones del torneo. Después de este torneo fue contratado por Correcaminos UAT, en donde solo estuvo una temporada y decidió retirarse.
En 2004 se convirtió en auxiliar técnico de Santos, en donde estuvo durante dos años. En 2006 fue designado director técnico del Club Santos Laguna A a quienes dirigió durante dos torneos. Al torneo siguiente fue anunciado como técnico de Mérida FC, pero a media temporada dejó al equipo para incorporarse como auxiliar técnico de Monarcas Morelia. En 2009 regresó a Mérida, pero esta vez como auxiliar. Para el Clausura 2011 siguió como auxiliar, ahora en Atlante UTN, que posteriormente se transformó en Toros Neza. Estuvo el Apertura 2012 con los Tiburones Rojos de Veracruz y en el 2014 regresó nuevamente a Mérida, ahora como director técnico de las fuerzas básicas. En 2015 fue de nueva cuenta auxiliar en el primer equipo de Mérida que al siguiente torneo se transformó en Venados Fútbol Club. En el Clausura 2016 estuvo con Dorados de Sinaloa, la temporada 2016-17 con Cimarrones de Sonora y la 2018-19 con Correcaminos UAT.

## Clubes

### Como jugador
| Club               | País   | Año     |
| ------------------ | ------ | ------- |
| Club Santos Laguna | México | 1988-94 |
| Correcaminos UAT   | México | 1994-95 |

### Como entrenador
| Club                        | País   | Año     | Puesto           |
| --------------------------- | ------ | ------- | ---------------- |
| Club Santos Laguna          | México | 2004-06 | Auxiliar técnico |
| Club Santos Laguna A        | México | 2006-07 | Director técnico |
| Mérida FC                   | México | 2007    | Director técnico |
| Monarcas Morelia            | México | 2007-08 | Auxiliar técnico |
| Mérida FC                   | México | 2009-10 | Auxiliar técnico |
| Atlante UTN                 | México | 2011    | Auxiliar técnico |
| Neza FC                     | México | 2011-12 | Auxiliar técnico |
| Tiburones Rojos de Veracruz | México | 2012    | Auxiliar técnico |
| CF Mérida Sub-13            | México | 2014    | Director técnico |
| CF Mérida Sub-15            | México | 2014    | Director técnico |
| Mérida FC                   | México | 2015    | Auxiliar técnico |
| Venados Fútbol Club         | México | 2015    | Auxiliar técnico |
| Dorados de Sinaloa          | México | 2016    | Auxiliar técnico |
| Cimarrones de Sonora        | México | 2016-17 | Auxiliar técnico |
| Correcaminos UAT            | México | 2018-19 | Auxiliar técnico |